# Tortillachips

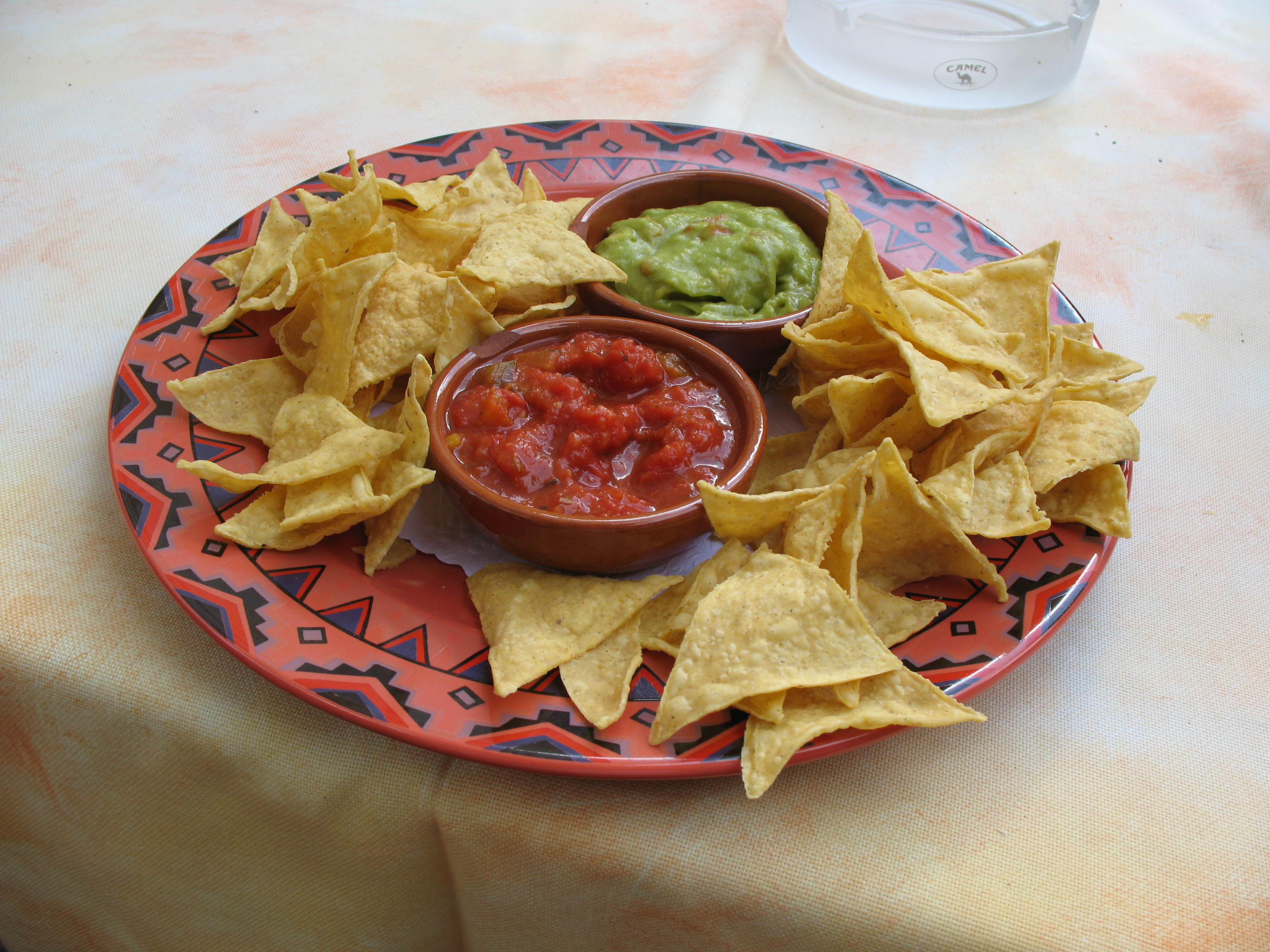
Tortillachips met guacamole en salsa

Tortillachips (ook wel nachochips genoemd) zijn maïs-chips, die gemaakt zijn van Mexicaanse tortilla's (die al uit de Meso-Amerikaanse keuken stammen) die in stukken gesneden worden. Deze worden als voorgerecht gegeten, met guacamole, salsa of een andere dipsaus, en in hoofdgerechten verwerkt, zoals nacho's.
De tortillachips zijn in de eerste helft van de 20e eeuw op de markt gekomen. Het was oorspronkelijk een bijproduct van de massaproductie van Mexicaanse tortilla's.